# Knole House
Knole House o semplicemente Knole è una storica residenza in stile Tudor e giacobiano situata nei dintorni della cittadina inglese di Sevenoaks, nel Kent (Inghilterra sud-orientale, e che è stata realizzata nella seconda metà del XV secolo per volere dell'arcivescovo di Canterbury Thomas Bourchier su un preesistente edificio del XII secolo ed ampliata ad inizio XVII secolo. Si tratta della più grande casa di campagna dell'Inghilterra.
È dalla fine del XVI secolo-inizio XVII secolo la residenza della famiglia Sackville: nacque qui anche la scrittrice Vita Sackville-West (1892-1962).

La tenuta è posta sotto la tutela del National Trust.

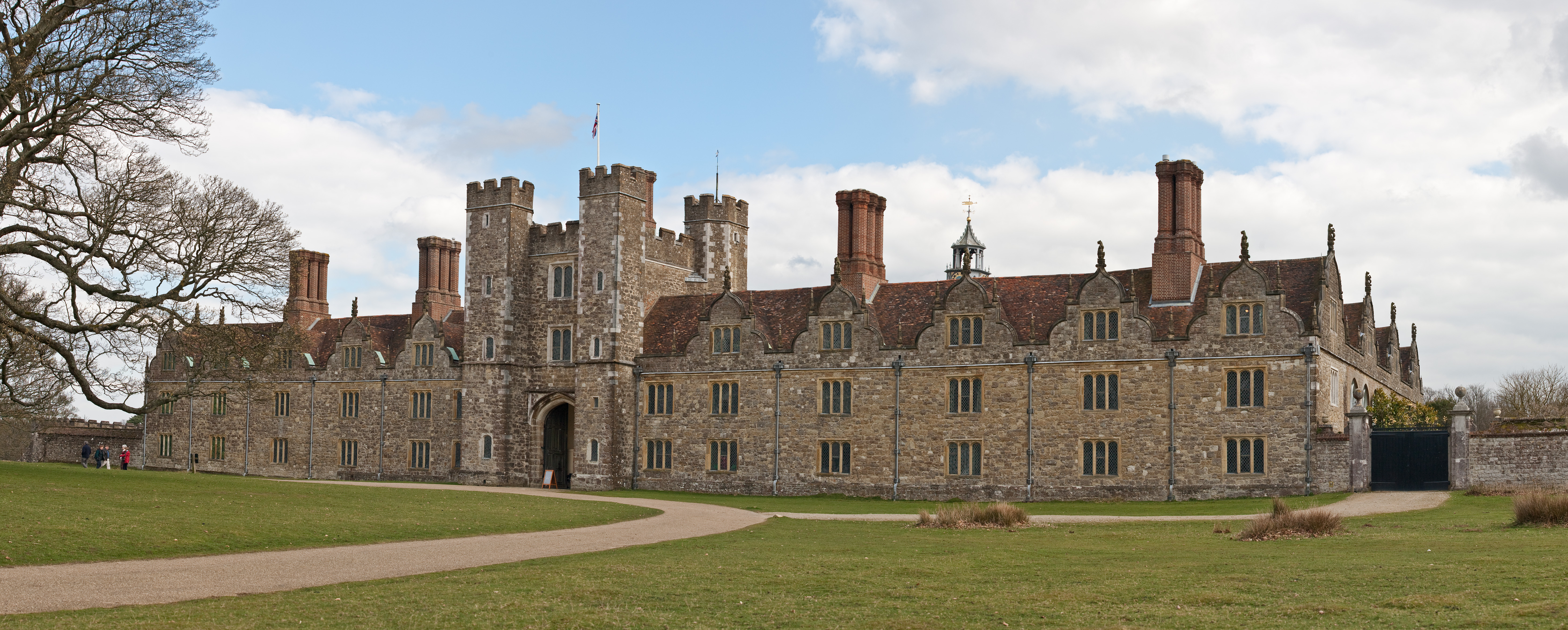
Sevenoaks (Kent, Inghilterra): panoramica della Knole House

## Ubicazione
La tenuta si trova nella High Street, a circa 2,5 km dalla stazione di Sevenoaks.

## Caratteristiche
Si tratta di una calendar house ("casa (a) calendario"): le stanze sono infatti 365 come i giorni dell'anno, i corridoi 52 come le settimane dell'anno e i cortili sono 7 come i giorni della settimana.

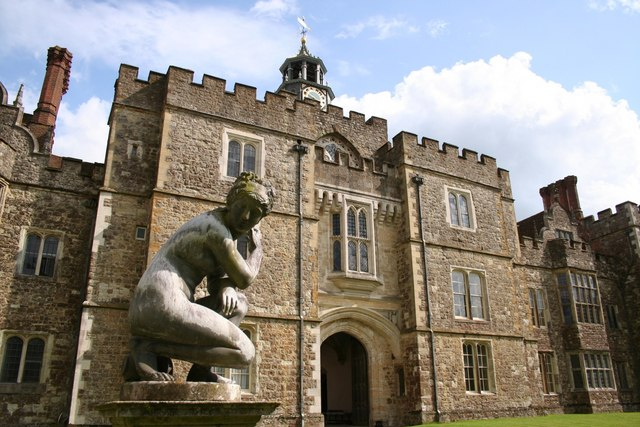
Facciata principale della Knole House

All'interno si trovano dipinti di Van Dyke, Gainsborough, Reynolds, e William Larkin cui si devono i ritratti di Richard Sackville, 3º conte di Dorset e della moglie Mary Curzon,oltre ad una rara collezione di mobili in stile Tudor.
Tra gli oggetti preziosi degli interni figurano un elaborato letto costruito per Giacomo II, un tavolino d'argento e un bagno reale.
L'edificio è circondato da un parco con giardini della superficie complessiva di 405 ettari. Nel parco circostante si trova una riserva di cervi.

## Storia
Le origini della tenuta risalgono al XII secolo.

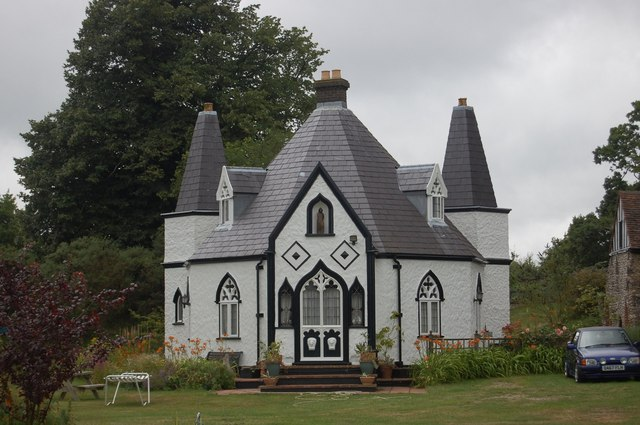
La Birdhouse, nel parco della tenuta di Knole

Nel 1452 o 1466 la tenuta fu acquisita da Thomas Bourchier, vescovo di Canterbury. Questi dispose che la tenuta fosse completamente ricostruita, al fine di renderla "idonea ai Principi della Chiesa".
In seguito la tenuta, all'epoca residenza dell'arcivescovo di Canterbury Thomas Cranmer, fu requisita da Enrico VIII d'Inghilterra, il quale aveva disposto la soppressione dei monasteri.
Nel 1566, la residenza fu ceduta dalla regina Elisabetta al cugino Thomas Sackville, I conte di Dorset. Da allora la famiglia Sackville divenne definitivamente la proprietaria della tenuta.
Nel 1603 la residenza fu ampliata con l'aggiunta di timpani a spirale di tipo giacobiano e alti comignoli.

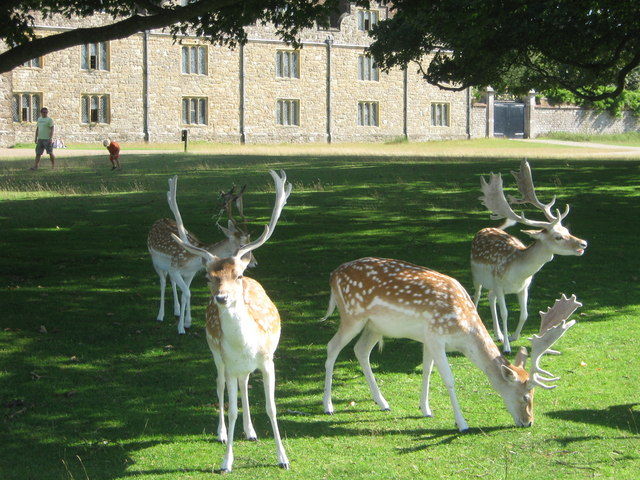
Cervi nel parco della tenuta di Knole

|  |

## La tenuta di Knole in letteratura
- A Knole House è ambientato il romanzo di Virginia Woolf Orlando[1][2], ispirato dalla storia d'amore avuta dalla stessa Woolf con Vita Sackville-West[1]

## La tenuta di Knole in musica
- Nel Knole Park furono girati i video di alcuni brani di successo dei Beatles, quali Strawberry Fields Forever e Penny Lane[6]

## La tenuta di Knole nel cinema e nelle fiction
- A Knole sono state girate alcune scene del film del 2010, diretto da John Landis, Ladri di cadaveri - Burke & Hare[7]